# Дос Сантос, Адриано
Адриано Алвес дос Сантос (порт. Adriano Alves dos Santos; род. 1 июля 1985, Дорадус, Бразилия) — бразильский футболист, полузащитник бразильского клуба «Оэсте».

## Карьера
Начал карьеру в 2003 году в клубе «Рио-Бранко» (Американо), где он пробыл один сезон. В 2008 году перешёл в «Оэсте», где провёл два года и сыграл 49 матчей, забив 2 гола. Покинув «Оэсте», Адриано отправился за границу, в Венгрию, в клуб «Ференцварош». Однако, стать постоянным игроком, дос Сантосу не удалось, и он вернулся обратно в «Оэсте».